# Sarcophaga pandifera
Sarcophaga pandifera är en tvåvingeart som beskrevs av Blackith och Thomas Pape 1999. Sarcophaga pandifera ingår i släktet Sarcophaga och familjen köttflugor. Inga underarter finns listade i Catalogue of Life.